# الدوري البلغاري الممتاز 1980-81
الدوري البلغاري الممتاز 1980-81 (بالبلغارية: „А“ група 1980/81)‏ هو الموسم 57 من الدوري البلغاري الممتاز. أشرف على تنظيمه اتحاد بلغاريا لكرة القدم، وكان عدد الأندية المشاركة فيه 16، وفاز فيه سسكا صوفيا.